# Гітарний стрій

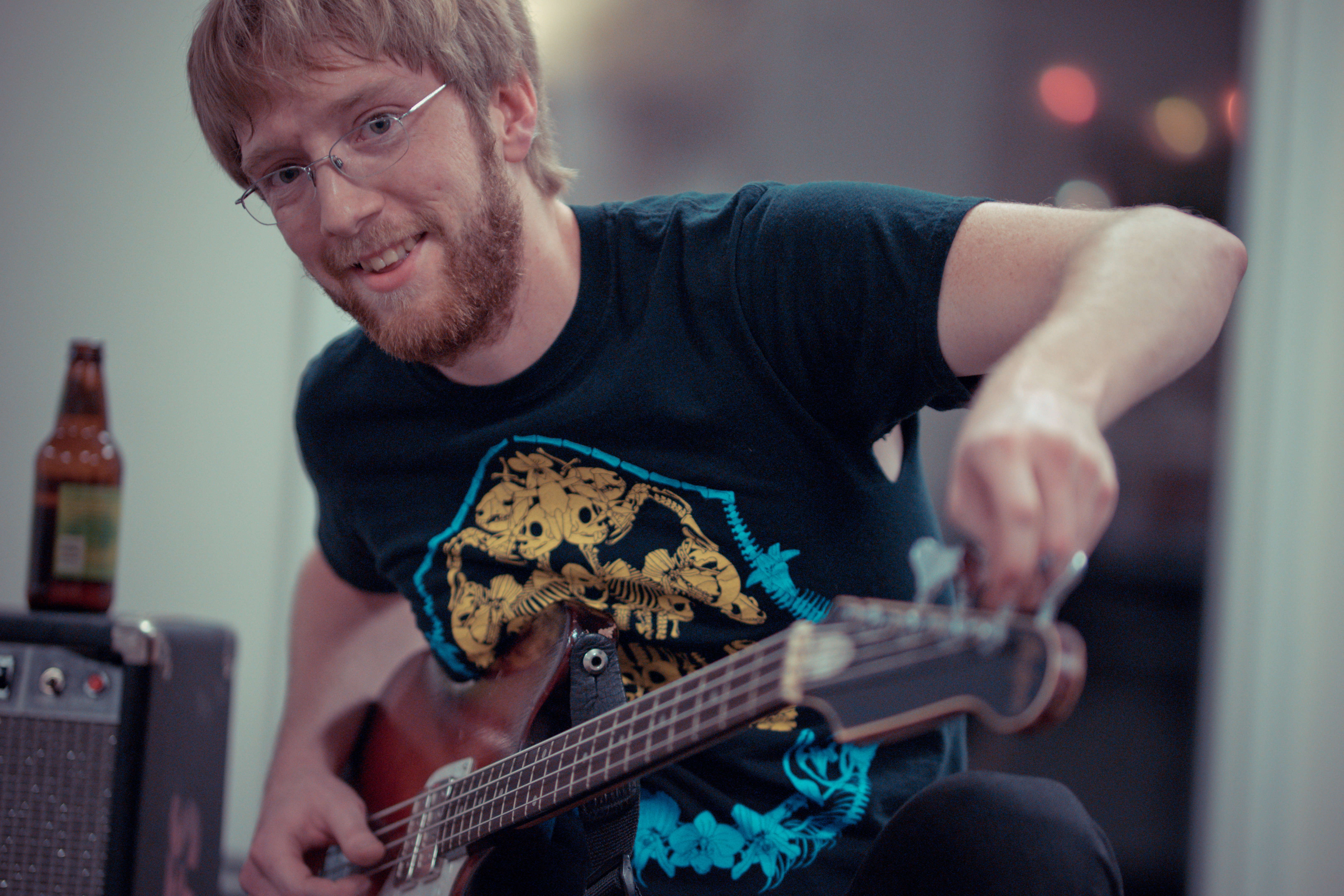
Людина налаштовує гітару

Гітарний стрій — налаштування частоти відкритих струн гітари. Це стосується майже всіх видів гітари: акустичних, акустичних бас гітар, електрогітар та електро бас гітар.
За домовленістю ноти впорядковуються та розташовуються від найнижчої струни (тобто найглибшої бассової ноти) до найвищої струни (тобто найвищої ноти), або від найтовстішої струни до найтоншої. Це іноді бентежить початківців гітаристів, оскільки найвища струна називається 1-ю струною, а найнижча — 6-ою.
Термін «гітарний стрій» може стосуватися наборів тонів, відмінних від стандартних, які також називають альтернативними або нестандартними. Є сотні налаштувань, і зазвичай вони з невеликими відмінностями.
Товщіна струн яка підходить для вашої гітари визначається довжиною мензури та строєм в який ви хочете налаштувати вашу гітару. Інколи деякі гітаристи люблять поставити трошки тонкіші або товстіші струни ніж треба, проте не треба ставити занадто тонкі або товсті струни, це може призвести до обриву струни, або пошкодження інструменту.
Для визначення товшіни струни для конкретного строю і конкретної мензури гітари, можна використовувати спеціальні калькулятори, або розраховувати по формулам.

## Налаштування гітари
Існує кілька способів налаштувати інструмент, один з них — це приведення всіх нот і тональностей на слух. Це найскладніший спосіб, так як передбачає наявність хорошого слуху у гітариста. Тому зазвичай простіше використовувати тюнер.

### Налаштування на слух
Щоб налаштувати гітару на слух, необхідно, перш за все, домогтися чіткого і правильного звуку від першої струни (це сама нижня, найтонша струна).

#### Налаштування камертоном

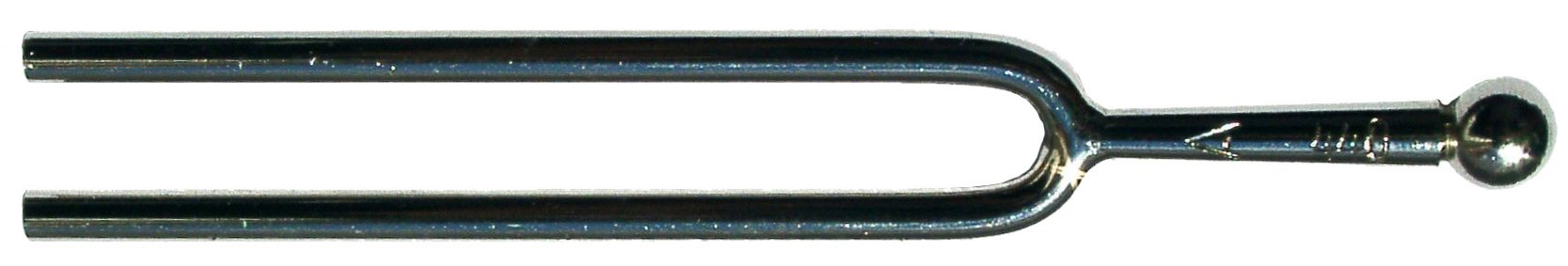
Камертон

Камертон — це прилад, який видає чисту ноту A, або 440 герц.
Щоб налаштувати гітару за допомогою камертона в стрій E Standart, необхідно затиснути першу струну E на п'ятому ладу. Звук, який вийшов, повинен збігатися зі звуком камертона. Тепер затисніть другу струну B на тому ж п'ятому ладу. Добийтеся, щоб вона звучала ідентично з першою відкритою струною. Перші дві струни налаштовані. Далі порядок дій такий:
- Затисніть третю струну G на четвертому ладу. Звук повинен збігатися з другою відкритою струною.
- Четверта струна D на п'ятому ладу повинна звучати як третя відкрита струна.
- Виконайте ту ж дію з п'ятою струною на п'ятому ладу. Вона повинна звучати як четверта відкрита.
- Шоста струна у відкритому вигляді повинна звучати як перша, тільки на октаву нижче.
- Якщо ж не виходить-шоста струна, затиснута на п'ятому ладу повинна звучати в унісон з п'ятою відкритою струною.

#### Налаштування за допомогою піаніно

Співвіднощеня клавіш на піаніно до гітари

Якщо поряд з вами є піаніно можна використати його для налаштування гітари. На піаніно потрібно натискати клавішу з нотою відповідну до струну на гітарі. Далі потрібно добитись того щоб гітара звучала в унісон.
Важливо щоб ваше піаніно було добре налаштоване, інакше налаштування буде не точним.

### Налаштування тюнером

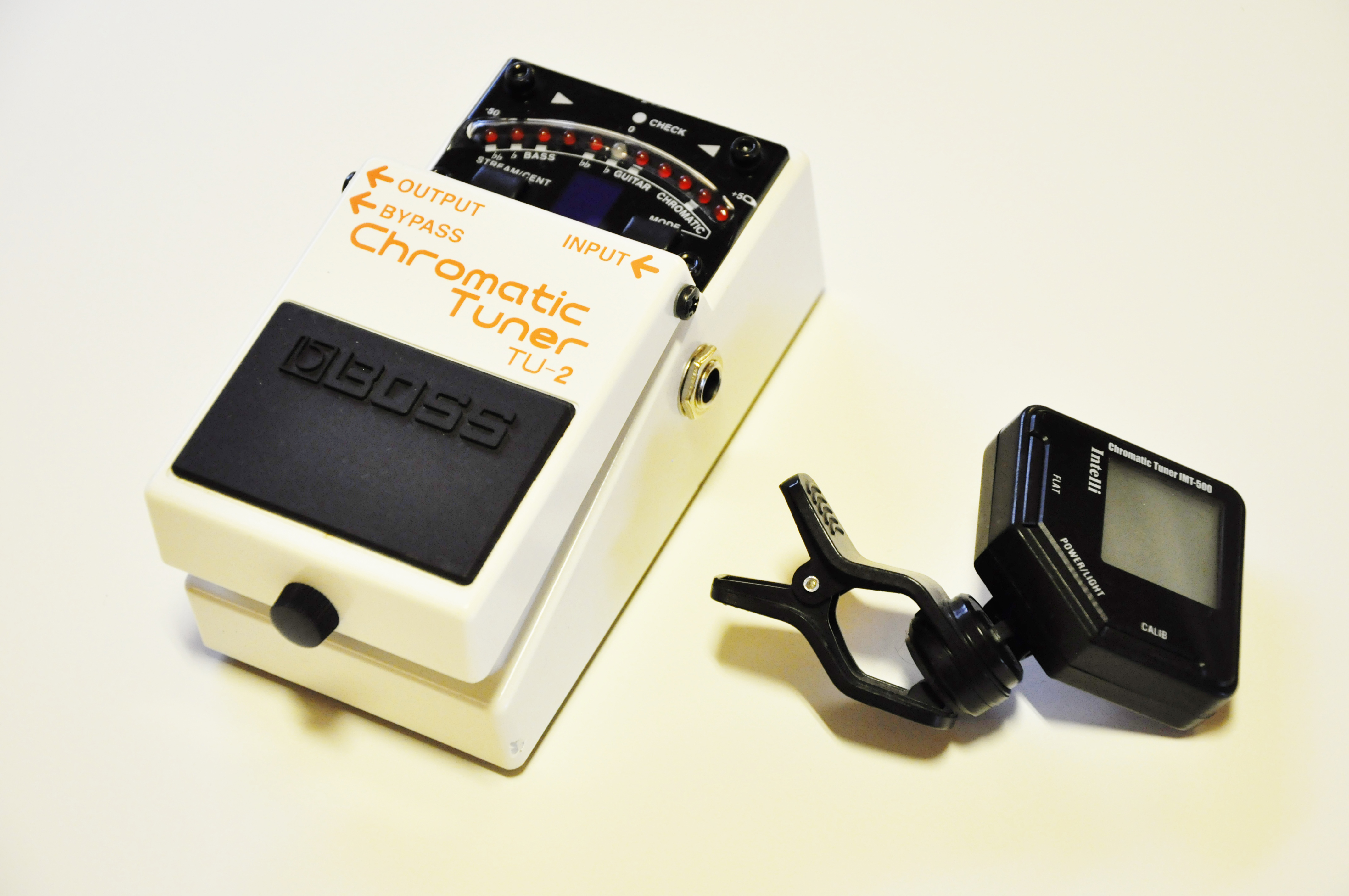
Гітарні тюнери, у вигляді педалі Boss TU-2 та прищіпки

Налаштуванням тюнером зазвичай бути точнішим в порівнянні з налаштуванням на слух оскільки тюнер показує точні значення і музиканту особливо початківцю не потрібно багато досвіду для налаштування гітари.
Існує багато видів гітарних тюнерів, але найразповсюдженіші це педалі та прищіпки. Прищіпка кріпеться на голову грифу гітари та коли ви б'єте по струнам вона считує резонанс гітари і показує вам значення як зараз натягнути струна, і до якої ноти співвідноситься цей тон. Тюнер у вигляді педалі підходить для електрогітари тому що треба підключати гітару дротом до педалі, щоб вона могла считати частоту струни, вле принцим схожий до тюнера прищіпки.
- Візьміть гітару так, нібито ви зібралися на ній грати, розмістіть тюнер біля гітари або гітарного резонатора (на колінах).
- Зіграйте звук першої відкритої струни, тюнер повинен відреагувати на звук який прозвучав від гітари, це позначиться зміною індикатора на тюнері.
- Часто індикатори тюнера відображають назву найближчої ноти та відхиляються від номінального значення частоти. Якщо індикатор тюнера відхиляється вправо, значить, струна звучить вище номінального значення і потрібно її послабити. Якщо індикатор тюнера відхиляється вліво, то струну слід трохи підтягнути.

Відхилення індикатора тюнера іноді позначають знаками # (дієз) і b (бемоль). Дієз означає, що струну потрібно послабити, бемоль — струну потрібно підтягнути. Це стосується випадку, коли струна незначно ослаблена. Тобто на індикаторі тюнера відображається назва ноти, на висоту якої потрібно налаштувати струну за допомогою тюнера. Наприклад, в нашому випадку, перша струна повинна звучати, як нота мі позначається ця нота буквою Е.

## Шестиструнна гітара

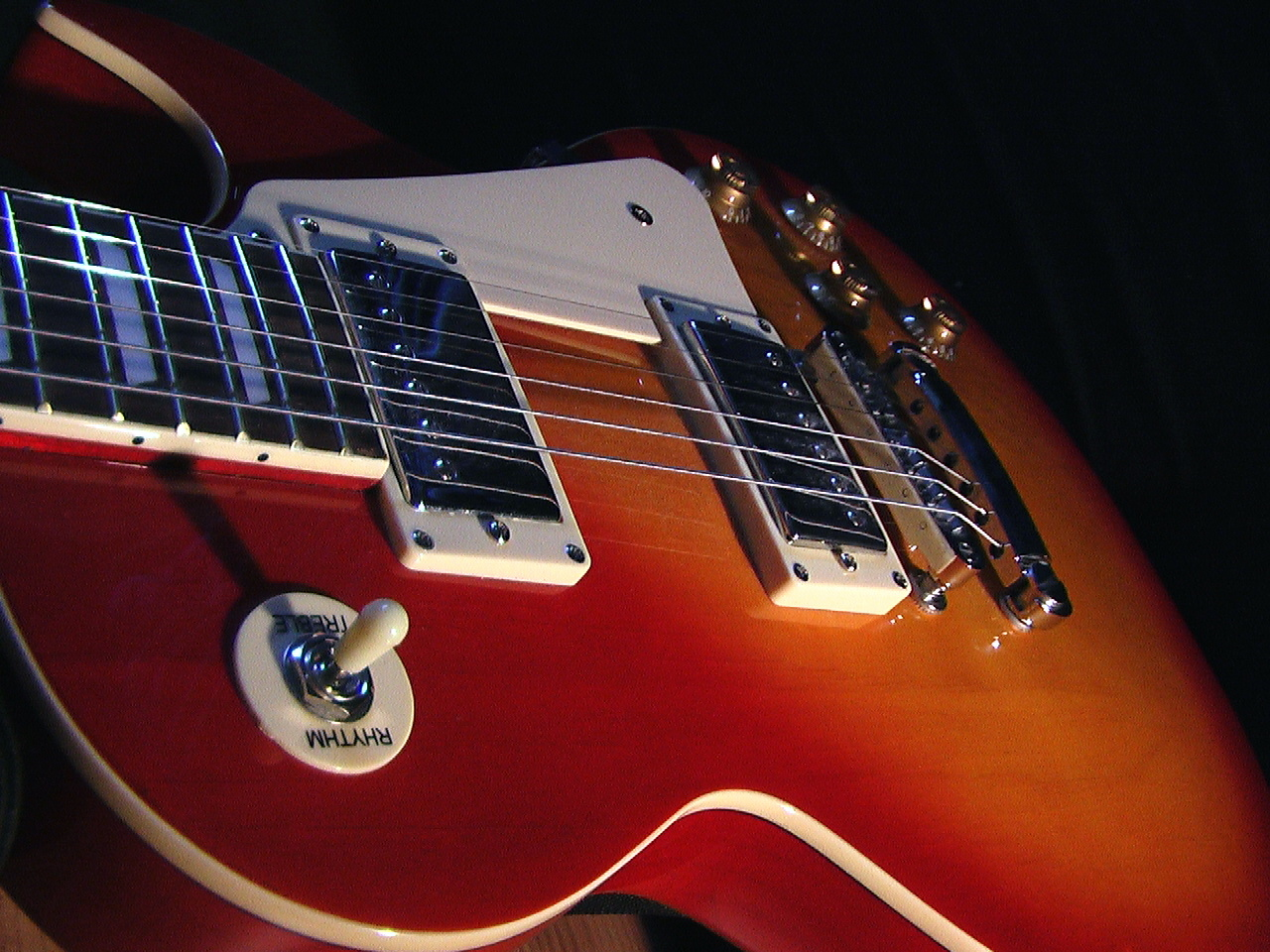
6-ти струнна гітара. Gibson Les Paul.

Шестиструнна гітара — це струнний інструмент, який грає в середньому частотному диапазоні. Існують єлектро-, акустичні, напів-акустичні та інші типи гітар.
Електро та акустичні гітари на перший погляд можуть здаватись дуже різними, але принцип налаштування та строї зазвичай подібні один до одних. Тому налаштування більшості акустичний гітар будуть такі самі як і електро.
При використанні інших за діаметром струн може знадобитися налаштування анкера гітари, тому що зміниться сила натягу струн і анкер не зможе компенсувати її. Тому якщо не планується змінювати стрій, то краще використовувати струни такого діаметра, як були до того.

### Стандартний стрій

Діапазон гітари в стандартному строї (E Standart)

Стандарний стрій, також називається «іспанський стрій», классичний, або стрій Е Standart. Найпопулярнійший стрій, велика кількість пісень зіграна саме на ньому.
Гітара — транспонуючий інструмент; тобто музика для гітар нотується на одну октаву вище, ніж є. Це робиться для того, щоб спростити читання нот під час гри на гітарі.
Стандартний стрій забезпечує досить просту аплікатуру (рух грифом) для гри стандартних гам і основних акордів у всіх мажорних і мінорних тональностях.
| Струна | Нота | Частота Hz |
| ------ | ---- | ---------- |
| 1      | E    | 329,63     |
| 2      | B    | 246,94     |
| 3      | G    | 196,00     |
| 4      | D    | 146,83     |
| 5      | A    | 110,00     |
| 6      | E    | 82,41      |

### Альтернативні строї
Термін альтернативний стрій відноситься до будь-якого окрім стандартного. Альтернативні налаштування поширені в народній музиці, де гітара може бути застосована для створення тривалої ноти або акорду. Це часто надає народній музиці нав'язливої та жалібної атмосфери, які створюють ноти. Альтернативні налаштування змінюють аплікатуру звичайних акордів під час гри на гітарі, і це може полегшити гру певних акордів і водночас збільшити складність гри інших акордів.
Також деякі строї можуть використовуються для певних пісень і можуть називатися за назвою пісні. Існують сотні цих строїв, хоча багато з них є невеликими варіаціями інших альтернативних строїв. Деякі альтернативні налаштувань регулярно використовуються гітаристами, які грають в одному музичному жанрі.
Категорії альтернативних строїв:
- Понижений.
- Відкритий.
- Мажорний і мінорний (на основі нот акорду).
- Модальні.
- Інструментальні (на основі інших струнних інструментів).
- Інші

#### Понижені строї
Понижені строї — це строї які нище за стрій E Standart. Зазвичай використовуються музикантами в більш важких жанрах для отримання більш важкого звучання, та або для більш комфортної гри в інших тональностях. Це похідні від E Standart, усі струни налаштовані нижче на один і той самий інтервал, таким чином забезпечуются однакові позиції акордів, транспоновані на нижчу тональність.
Понижені строї популярні серед рок і хеві-метал гуртів. Причиною налаштування нижче стандартного строю зазвичай є або пристосування до вокального діапазону співака, або отримання більш важкого звуку.
При пониженні строю рекомендується звикористовувати струни товще ніж стандартні для вашої гітари, щоб компенсувати силу натягу.
Загальні приклади:
| Струна | D# Standart | D# Standart | D Standart | D Standart | C# Standart | C# Standart | C Standart | C Standart | B Standart | B Standart |
| ------ | ----------- | ----------- | ---------- | ---------- | ----------- | ----------- | ---------- | ---------- | ---------- | ---------- |
| Струна | Нота        | Частота Hz  | Нота       | Частота Hz | Нота        | Частота Hz  | Нота       | Частота Hz | Нота       | Частота Hz |
| 1      | D#          | 311,13      | D          | 293,66     | C#          | 277,18      | C          | 261,63     | B          | 246,94     |
| 2      | A#          | 233,08      | A          | 220,00     | G#          | 207,00      | G          | 196,00     | F#         | 185,00     |
| 3      | F#          | 185,00      | F          | 174,62     | E           | 164,81      | D#         | 155,56     | D          | 146,83     |
| 4      | C#          | 138,59      | C          | 130,82     | B           | 123,48      | A#         | 116,54     | A          | 110,00     |
| 5      | G#          | 103,80      | G          | 98,00      | F#          | 92,50       | F          | 87,31      | E          | 82,41      |
| 6      | D#          | 77,78       | D          | 73,91      | C#          | 69,30       | C          | 65,41      | B          | 61,74      |

##### Дроп-строї
Дроп строї використовуються для отримання ще більш важкого звучання, а також дають можливість легко грати павер-акорди.
Налаштування знижують шосту струну, ще на тон від стандартного. Деякі дропові налаштування також можуть понижати п'яту струну (нота A у стандартному строї). Деякі налаштування можуть потребувати баритонової гітари, щоб легше підтримувати слабкий натяг струн.
| Струна | Drop C | Drop C     | Drop D | Drop D     |
| ------ | ------ | ---------- | ------ | ---------- |
| Струна | Нота   | Частота Hz | Нота   | Частота Hz |
| 1      | D      | 293,7      | E      | 329,63     |
| 2      | A      | 220,00     | B      | 246,94     |
| 3      | F      | 174,61     | G      | 196,00     |
| 4      | C      | 130,81     | D      | 146,83     |
| 5      | G      | 98,00      | A      | 110,00     |
| 6      | C      | 65,41      | D      | 73,91      |

#### Підвищенні строї
Налаштовувати підвищенні строї треба обережно, тому що через сильну натяжку струн вони можуть луснути. Щоб це компенсувати треба використовувати тонші струни. Також треба переконатись що ваш інструмент підходить під ці цілі, тому що його можна пошкодити.
| Струна | F Standart | F Standart | F# Standart | F# Standart | G Standart | G Standart | G# Standart | G# Standart | A Standart | A Standart |
| ------ | ---------- | ---------- | ----------- | ----------- | ---------- | ---------- | ----------- | ----------- | ---------- | ---------- |
| Струна | Нота       | Частота Hz | Нота        | Частота Hz  | Нота       | Частота Hz | Нота        | Частота Hz  | Нота       | Частота Hz |
| 1      | F          | 349,23     | F#          | 369,99      | G          | 392,00     | G#          | 415,30      | A          | 440,00     |
| 2      | C          | 261,63     | C#          | 277,18      | D          | 293,66     | D#          | 311,13      | E          | 311,13     |
| 3      | G#         | 207,00     | A           | 220,00      | A#         | 233,08     | B           | 246,94      | C          | 261,63     |
| 4      | D#         | 155,56     | E           | 164,81      | F          | 174,62     | F#          | 185,00      | G          | 196,00     |
| 5      | A#         | 116,54     | B           | 123,48      | C          | 130,82     | C#          | 138,59      | D          | 147,83     |
| 6      | F          | 87,31      | F#          | 92,50       | G          | 98,00      | G#          | 103,80      | A          | 110,00     |

## Семиструнна гітара

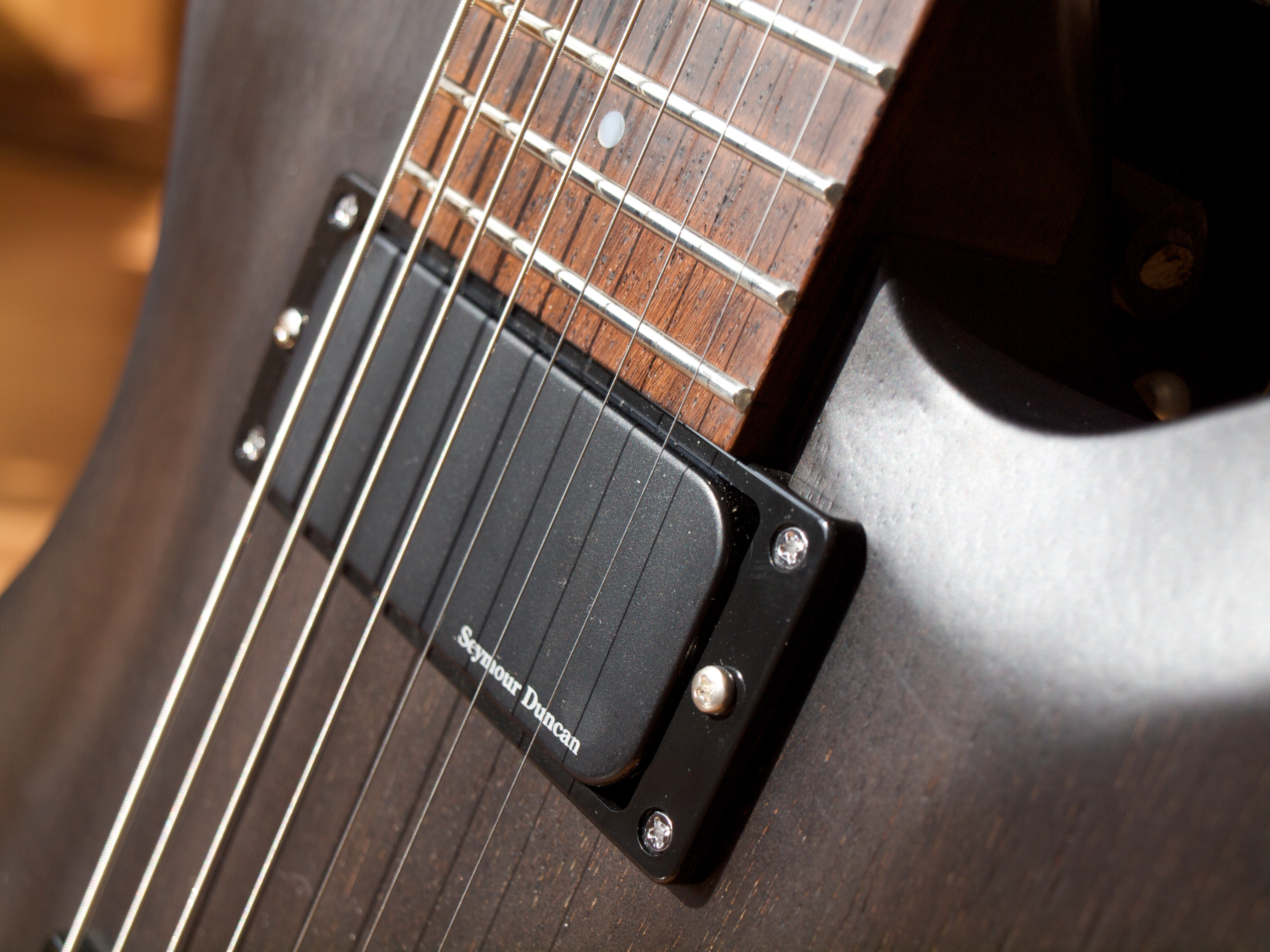
7-ми струнна електро гітара

Семиструнна гітара подібна до звичайної акустичної або електрогітари. Але в ній додано додатково одну струну. Зазвичай ця струна додається для розширення нижнього «басового» діапазону звучання гітари.
Часто 7-ми струнні гітари використовують музиканти які грають в важких жанрах, щоб отримати більш потужне звучання.
Але існує ще багато різновидів 7-х струнних гітар, зазвичай варіюються в акустичних моделях, і налаштування для них може відрізнятись від B Standart.

### Стандартний стрій
Якщо порівнювани налаштовування з звичайною 6-ти струнною гітарою, то, для семиструнної гітари стандартний стрій подібний до стандартного строю 6-ти струнної гітари. Додаткова 7-ма струна налаштована так щоб на 5-му ладу нота співпадала з відкритою 6-ю струною. І відмінність в тому що цей стрій тепер називається B Standart, тому що найнижча струна відкритою видає ноту B.
| Струна | Нота | Частота Hz |
| ------ | ---- | ---------- |
| 1      | E    | 329,63     |
| 2      | B    | 246,94     |
| 3      | G    | 196,00     |
| 4      | D    | 146,83     |
| 5      | A    | 110,00     |
| 6      | E    | 82,41      |
| 7      | В    | 61,74      |

## Дванадцятиструнна гітара

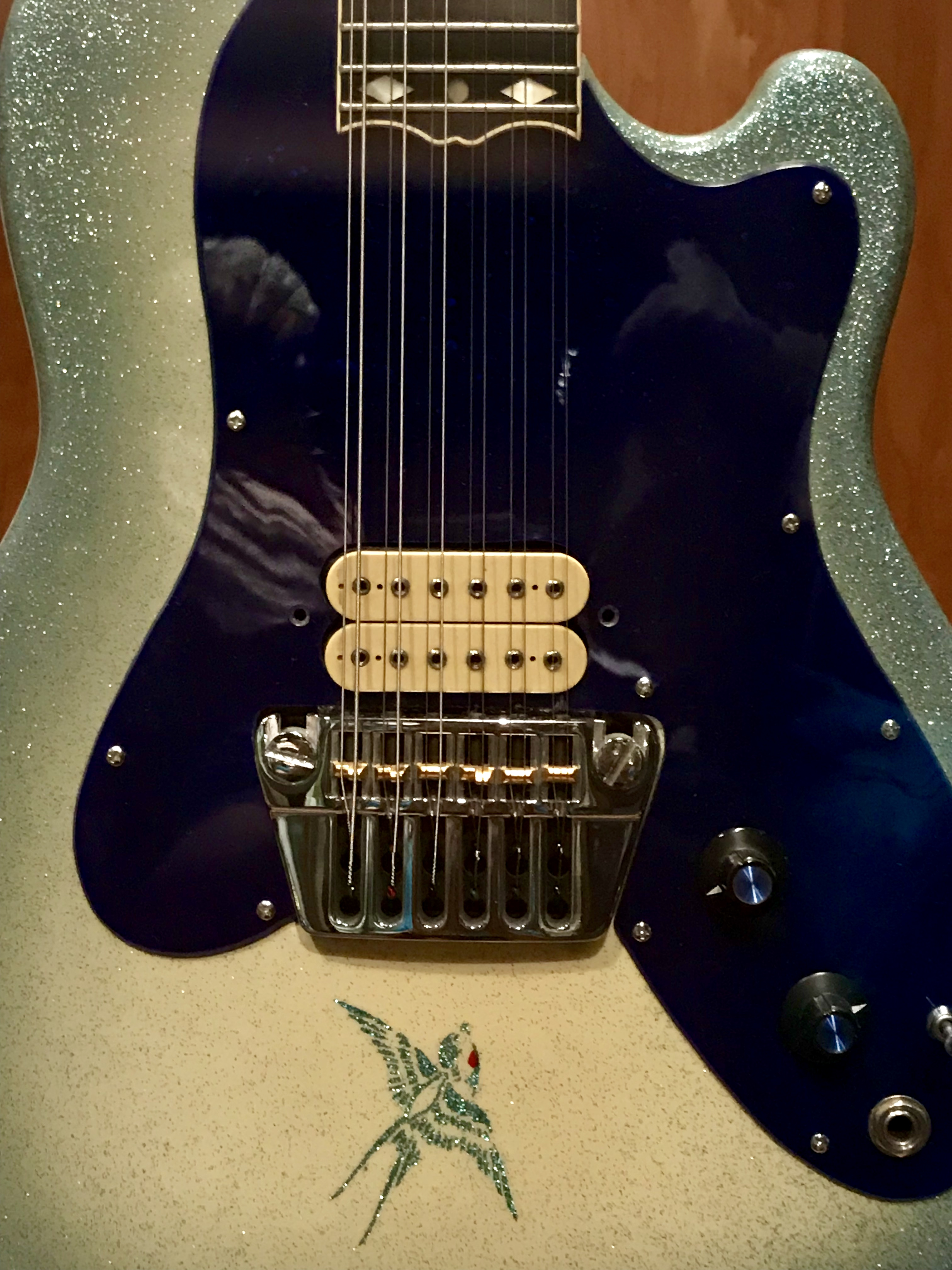
12-ти струнна електро гітара.

Дванадцятиструнна гітара подібна по конструкції до звичайної акустиної або електрогітари. Але в ній є дублюючі струни, тобто кожна струна звичайної гітари має собі пару.

### Стандартний стрій
Для дванадцятиструнних гітар стрій подібен до звичаних гітар, але має відмінності в дублюючих струнах. Перші дві струни налаштовуються в унісон, а інші 4 відтвоюють ту саму ноту але на октаву вище. Це створює додатковий об'єм в звучанні інструменту.
| Струна        | Нота               | Частота Hz |
| ------------- | ------------------ | ---------- |
| 1             | E                  | 329,63     |
| 1 (Додаткова) | E                  | 329,63     |
| 2             | B                  | 246,94     |
| 2 (Додаткова) | B                  | 246,94     |
| 3             | G                  | 196,00     |
| 3 (Додаткова) | G (На октаву вище) | 392.00     |
| 4             | D                  | 146,83     |
| 4 (Додаткова) | D (На октаву вище) | 293.64     |
| 5             | A                  | 110,00     |
| 5 (Додаткова) | A (На октаву вище) | 220.00     |
| 6             | E                  | 82,41      |
| 6 (Додаткова) | E (На октаву вище) | 164.82     |

## Чотириструнна бас гітара

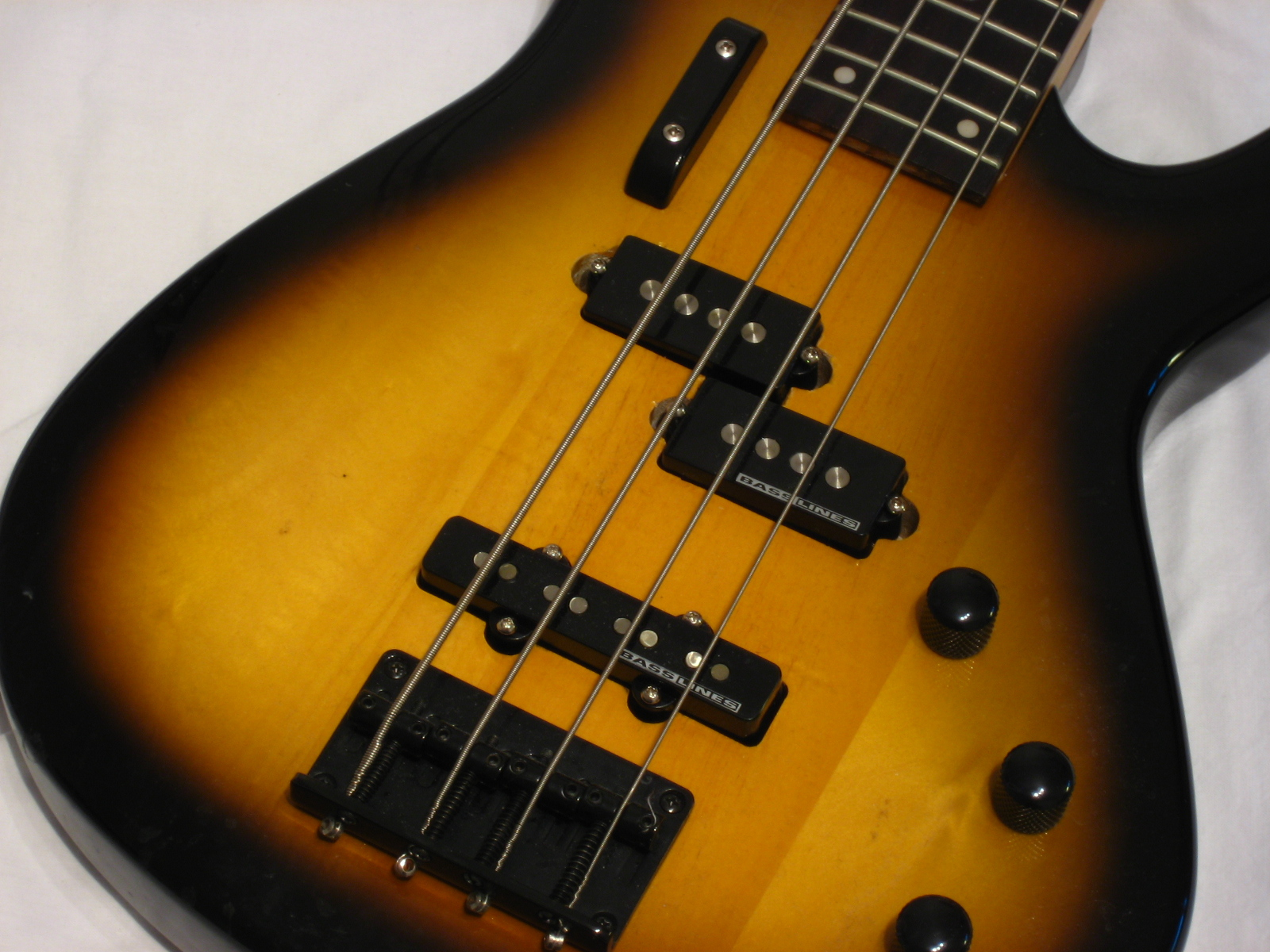
Бас гітара

Бас гітара — це струнний інструмент який використовується для гри в басовому діапазоні.

### Стандартний стрій
Для бас гітари класичний стрій це E Standart.
| Струна | Нота | Частота Hz |
| ------ | ---- | ---------- |
| 1      | G    | 98,00      |
| 2      | D    | 73,20      |
| 3      | A    | 55,00      |
| 4      | E    | 41,20      |

## П'ятиструнна бас гітара

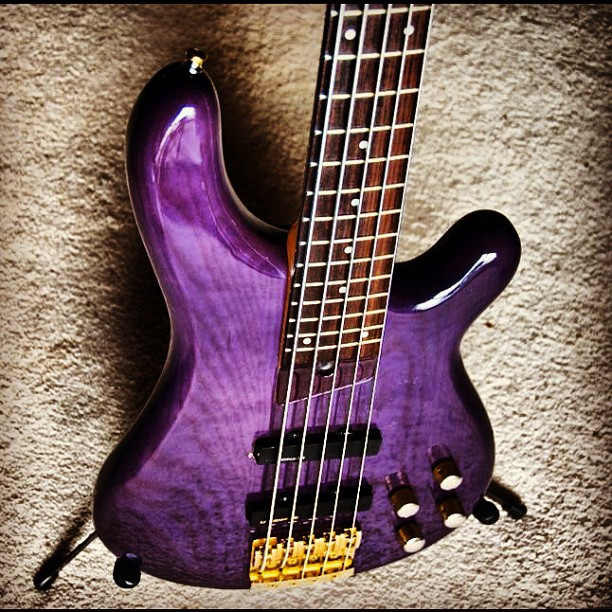
5-ти струнна електро бас гітара

П'ятиструнна бас гітара — це зазвичай бас в якому додано додаткову басову струну для отримання ще більш низького звучання ніж у звичайного 4-х струнного басу.

### Стандартний стрій
Якщо порівнювани налаштовування з звичайною 4-х струнною бас гітарою. П'ята струна налаштовується має видавати ноту B, а на 5-му ладу співпадати з відкритою 4-ю струною. І також стрій тепер має назву B Standart від ноти яку видає найнижча басова струна.
| Струна | Нота | Частота Hz |
| ------ | ---- | ---------- |
| 1      | G    | 98,00      |
| 2      | D    | 73,20      |
| 3      | A    | 55,00      |
| 4      | E    | 41,20      |
| 5      | B    | 30,80      |